# ستيفن كلاركسون
ستيفن كلاركسون هو عالم سياسة كندي، ولد في 21 أكتوبر 1937 في لندن في المملكة المتحدة، وتوفي في 28 فبراير 2016.